# Agrostis bromidioides
Agrostis bromidioides é uma espécie de gramínea do gênero Agrostis, pertencente à família Poaceae.